# کسرینه
کَسرینه به گویش کاشمری: کِسرینَه نام روستایی از توابع بخش مرکزی شهرستان کاشمر در استان خراسان رضوی است. این روستا در دهستان پایین ولایت قرار دارد و برپایه سرشماری سال ۱۳۹۵ جمعیت آن ۲٬۱۰۵ نفر (۶۸۵ خانوار) است.
اسم این روستا ترکیبی از کَسری+نَه است به معنای اینکه کسر و کمبودی ندارد. نام پیشین این روستا در زبان محلی «دشانو» بوده که مخفف «دست شاهان» می‌باشد.

## جاذبه‌های طبیعی
کسرینه از نظر طبیعی از یک سو سر بر دامان کوه و از سوی دیگر پای در دشت دارد. امتزاج این دو باعث ایجاد جاذبه‌های طبیعی با صفای شده است. کلاته‌های سه‌گانه آبادی موسوم به کلاته؛ «نادر»، «یادگار» و «بهمنی» تفرجگاه‌های دیدنی برای اهالی و روستاهای اطراف و شهر کاشمر است. در بعض مناطق آبادی شاهد پدیده ویلاسازی توسط متمولین شهرستان هستیم. بزرگ‌ترین سایت باستانی شهرستان یعنی سایت آتشگاه با آثاری از ادوار مختلف تاریخ در جوار روستا و در مسیر کسرینه به سرحوضک قرار گرفته است. این مجموعه کم‌نظیر در کنار کلاته‌ها، چشمه سارها و کوه های؛ دهانه امینی، بهمنی، یادگار، چینگ کلاغ، بغل گیر، باغ بالا، زُواُسته مندلی، لینگ آباد، سنگ ورپا و… می‌توانند به عنوان جاذبه‌های تاریخی و طبیعی بهانه‌ای برای ایجاد صنعت گردشگری در این روستا باشند.